# 海倫·文森特

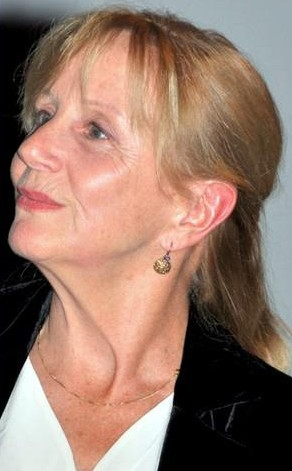
Hélène Vincent in 2012.

海倫·文森特（Hélène Vincent），生於1943年9月9日，法國女演員，曾獲得凱薩獎肯定。
她曾主演《春意短暫》、《玫瑰少年夢》。

## 演出
- 《春意短暫》
- 《玫瑰少年夢》